# Tippmannia
Tippmannia is een kevergeslacht uit de familie van de boktorren (Cerambycidae). De wetenschappelijke naam van het geslacht werd voor het eerst geldig gepubliceerd in 2006 door Monné.

## Soorten
Tippmannia omvat de volgende soorten:
- Tippmannia bucki (Lane, 1973)
- Tippmannia olivascens (Lane, 1973)
- Tippmannia rhamnusioides (Tippmann, 1953)